# Que História É Essa, Porchat?
Que História É Essa, Porchat? é um talk show brasileiro criado e apresentado por Fábio Porchat, produzido pelo Porta dos Fundos e exibido desde 6 de agosto de 2019 pelo canal GNT. O talk show venceu o Prêmio APCA de Melhor Programa de TV, em 2019.

## Sinopse
Fábio Porchat propõe a famosos e anônimos compartilharem suas experiências inesquecíveis, engraçadas e até mesmo assustadoras.

## Resumo
| Temporada | Temporada | Episódios | Episódios | Originalmente exibido | Originalmente exibido  |
| Temporada | Temporada | Episódios | Episódios | Estreia da temporada  | Final da temporada     |
| --------- | --------- | --------- | --------- | --------------------- | ---------------------- |
|           | 1         | 20        | 20        | 6 de agosto de 2019   | 17 de dezembro de 2019 |
|           | 2         | 41        | 41        | 10 de março de 2020   | 24 de novembro de 2020 |
|           | 3         | 40        | 40        | 23 de março de 2021   | 21 de dezembro de 2021 |
|           | 4         | 40        | 40        | 29 de março de 2022   | 27 de dezembro de 2022 |
|           | 5         | 39        | 39        | 14 de março de 2023   | 12 de dezembro de 2023 |
|           | 6         | ASA       | ASA       | 12 de março de 2024   | ASA                    |

## Episódios

### 1.ª Temporada (2019)
No GNT, a primeira temporada do programa estreou em 6 de agosto de 2019 e foi finalizada em 17 de dezembro do mesmo ano, contando com 20 episódios.
Foi exibida pela TV Globo de 15 de outubro a 17 de dezembro de 2020, substituindo a série The Good Doctor, nas noites de quinta-feira em um total de 10 episódios.
| Nº no programa | Nº na temporada | Convidados                                           | Exibição no GNT        | Exibição na TV Globo   |
| -------------- | --------------- | ---------------------------------------------------- | ---------------------- | ---------------------- |
| 01             | 01              | Cláudia Raia Ney Latorraca Marcos Veras              | 06 de agosto de 2019   | 15 de outubro de 2020  |
| 02             | 02              | Zeca Camargo Lucio Mauro Filho Katiuscia Canoro      | 13 de agosto de 2019   | –                      |
| 03             | 03              | Fátima Bernardes Chay Suede Dani Calabresa           | 20 de agosto de 2019   | 19 de novembro de 2020 |
| 04             | 04              | Casagrande Roberta Rodrigues Marcius Melhem          | 27 de agosto de 2019   | –                      |
| 05             | 05              | Regina Casé Ingrid Guimarães Alex Escobar            | 03 de setembro de 2019 | 22 de outubro de 2020  |
| 06             | 06              | Welder Rodrigues Silvero Pereira Preta Gil           | 10 de setembro de 2019 | 10 de dezembro de 2020 |
| 07             | 07              | João Vicente de Castro Luana Xavier Evandro Mesquita | 17 de setembro de 2019 | –                      |
| 08             | 08              | Guilherme Weber Rodrigo Sant'Anna Joaquim Lopes      | 24 de setembro de 2019 | –                      |
| 09             | 09              | Tony Ramos Danielle Winits Paulo Vieira              | 01 de outubro de 2019  | –                      |
| 10             | 10              | Glória Maria Maisa Nelson Freitas                    | 08 de outubro de 2019  | –                      |
| 11             | 11              | Maria Clara Gueiros Deborah Secco Mumuzinho          | 15 de outubro de 2019  | 12 de novembro de 2020 |
| 12             | 12              | Fernanda Torres Marcelo Serrado Claude Troisgros     | 22 de outubro de 2019  | 29 de outubro de 2020  |
| 13             | 13              | Miguel Falabella Catarina Abdala Marcelo Adnet       | 29 de outubro de 2019  | –                      |
| 14             | 14              | Cauã Reymond Miá Mello Edson Celulari                | 05 de novembro de 2019 | 03 de dezembro de 2020 |
| 15             | 15              | Ivete Sangalo Marisa Orth Samantha Schmütz           | 12 de novembro de 2019 | 05 de novembro de 2020 |
| 16             | 16              | Lázaro Ramos Mônica Martelli Tiago Abravanel         | 19 de novembro de 2019 | –                      |
| 17             | 17              | Mateus Solano Otávio Müller Gabriel Louchard         | 26 de novembro de 2019 | –                      |
| 18             | 18              | Leticia Spiller Tadeu Schmidt Kiko Mascarenhas       | 03 de dezembro de 2019 | 26 de novembro de 2020 |
| 19             | 19              | Celso Portiolli Ellen Rocche Flávia Reis             | 10 de dezembro de 2019 | –                      |
| 20             | 20              | Luciano Huck Fabiana Karla Nego do Borel             | 17 de dezembro de 2019 | 17 de dezembro de 2020 |

### 2.ª Temporada (2020)
O segundo ano do programa estreou em 10 de março de 2020. Em 31 de março, por conta da pandemia de COVID-19, as gravações nos Estúdios Globo foram paralisadas e o talk show passou a exibir os melhores momentos dos episódios anteriores. Em 4 de agosto, retornou com histórias inéditas, mas agora com os convidados falando por videochamada. O último episódio foi ao ar em 24 de novembro de 2020.
| Nº no programa                    | Nº na temporada | Convidados                                         | Exibição no GNT        |
| --------------------------------- | --------------- | -------------------------------------------------- | ---------------------- |
| 21                                | 01              | Angélica Nany People Jonathan Azevedo              | 10 de março de 2020    |
| 22                                | 02              | Poliana Abritta Rômulo Estrela Rafael Infante      | 17 de março de 2020    |
| 23                                | 03              | Cleo Heloísa Périssé Rodrigo Fagundes              | 24 de março de 2020    |
| 24                                | 04              | Marcos Caruso Mariana Santos Thati Lopes           | 31 de março de 2020    |
| Interrompido em razão da COVID-19 |                 |                                                    |                        |
| 25                                | 05              | Leandro Hassum Fafá de Belém Rodrigo Hilbert       | 04 de agosto de 2020   |
| 26                                | 06              | Antônio Fagundes Armando Babaioff George Sauma     | 06 de agosto de 2020   |
| 27                                | 07              | Alexandre Nero Andréia Horta Wagner Santisteban    | 18 de agosto de 2020   |
| 28                                | 08              | Leilane Neubarth Sheron Menezzes Luís Miranda      | 25 de agosto de 2020   |
| 29                                | 09              | Sandra Annenberg Marcelo Médici Monique Alfradique | 01 de setembro de 2020 |
| 30                                | 10              | Tom Cavalcante Nelson Motta Grazi Massafera        | 08 de setembro de 2020 |
| 31                                | 11              | Mariana Ximenes Letrux Fabrício Boliveira          | 15 de setembro de 2020 |
| 32                                | 12              | Linn da Quebrada Emilio Dantas Érico Brás          | 22 de setembro de 2020 |
| 33                                | 13              | José Loreto Teresa Cristina Rita von Hunty         | 29 de setembro de 2020 |
| 34                                | 14              | Carolina Dieckmann Projota Maurício Meirelles      | 06 de outubro de 2020  |
| 35                                | 15              | Agatha Moreira Clarice Falcão Luís Roberto         | 13 de outubro de 2020  |
| 36                                | 16              | Emicida Fernanda Vasconcellos Marcelo Tas          | 20 de outubro de 2020  |
| 37                                | 17              | Emanuelle Araújo Fabiano Cambota Karol Conká       | 27 de outubro de 2020  |
| 38                                | 18              | André Marques Fernanda Rodrigues Otaviano Costa    | 03 de novembro de 2020 |
| 39                                | 19              | Lilia Cabral Malvino Salvador Maria Beltrão        | 10 de novembro de 2020 |
| 40                                | 20              | Marcos Palmeira Claudia Leitte Yuri Marçal         | 17 de novembro de 2020 |
| 41                                | 21              | Christiane Torloni Eliana Guga Chacra              | 24 de novembro de 2020 |

### 3.ª Temporada (2021)
| Nº no programa | Nº na temporada | Convidados                                                    | Exibição no GNT        |
| -------------- | --------------- | ------------------------------------------------------------- | ---------------------- |
| 42             | 01              | Xuxa Manu Gavassi Padre Fábio de Melo                         | 23 de março de 2021    |
| 43             | 02              | Ana Paula Araújo Luciana Gimenez Murilo Couto                 | 30 de março de 2021    |
| 44             | 03              | Isis Valverde Bruna Linzmeyer Victor Sarro                    | 06 de abril de 2021    |
| 45             | 04              | Flávia Alessandra Patrícia Poeta Paulinho Serra               | 13 de abril de 2021    |
| 46             | 05              | Regiane Alves David Junior Renata Ceribelli                   | 20 de abril de 2021    |
| 47             | 06              | Larissa Manoela Caio Blat Marcelo Marrom                      | 27 de abril de 2021    |
| 48             | 07              | Luisa Arraes Mouhamed Harfouch Ana Clara Lima                 | 04 de maio de 2021     |
| 49             | 08              | Juliana Paes Aílton Graça Ana Furtado                         | 11 de maio de 2021     |
| 50             | 09              | Vanessa Giácomo Marcelo Mello Jr. Thaynara OG                 | 18 de maio de 2021     |
| 51             | 10              | Carol Castro Ícaro Silva Sophia Abrahão                       | 25 de maio de 2021     |
| 52             | 11              | Jéssica Ellen Fernanda Gentil Raphael Logam                   | 01 de junho de 2021    |
| 53             | 12              | Isabella Santoni Nicolas Prattes Eri Johnson                  | 08 de junho de 2021    |
| 54             | 13              | Bruno De Luca Dudu Nobre Pedro Benevides                      | 15 de junho de 2021    |
| 55             | 14              | Marina Moschen Murilo Rosa Hugo Gloss                         | 22 de junho de 2021    |
| 56             | 15              | Maria Eduarda de Carvalho Renata Castro Barbosa Felipe Bronze | 29 de junho de 2021    |
| 57             | 16              | Eriberto Leão Vanessa da Mata Thalita Rebouças                | 06 de julho de 2021    |
| 58             | 17              | Mariana Rios Johnny Massaro Clarissa Pinheiro                 | 13 de julho de 2021    |
| 59             | 18              | Gisele Fróes Hortência Marcari Oscar Filho                    | 20 de julho de 2021    |
| 60             | 19              | Bruno Garcia Luciana Paes Fernando Fernandes                  | 27 de julho de 2021    |
| 61             | 20              | Juliette Freire Ana Paula Padrão Pequena Lô                   | 03 de agosto de 2021   |
| 62             | 21              | Danni Suzuki Rafa Kalimann Maria Rita                         | 10 de agosto de 2021   |
| 63             | 22              | Gabriel Leone Paula Fernandes Hélio de la Peña                | 17 de agosto de 2021   |
| 64             | 23              | Giovanna Lancellotti Monica Iozzi Sérgio Mallandro            | 24 de agosto de 2021   |
| 65             | 24              | Rodrigo Pandolfo Pedroca Monteiro Luisa Mell                  | 31 de agosto de 2021   |
| 66             | 25              | João Baldasserini Mariana Gross Lucas Penteado                | 07 de setembro de 2021 |
| 67             | 26              | Betty Gofman Marco Luque Noemia Oliveira                      | 14 de setembro de 2021 |
| 68             | 27              | Júlia Lemmertz Deborah Evelyn Ricardo Tozzi                   | 21 de setembro de 2021 |
| 69             | 28              | Kadu Moliterno Lexa Thardelly Lima                            | 28 de setembro de 2021 |
| 70             | 29              | Júlia Rabello Luis Lobianco Tande                             | 05 de outubro de 2021  |
| 71             | 30              | Bárbara Paz Paulo Miklos Sabrina Sato                         | 12 de outubro de 2021  |
| 72             | 31              | Tonico Pereira Gregório Duvivier Maíra Charken                | 19 de outubro de 2021  |
| 73             | 32              | Marcelo Faria Pocah Rafael Cortez                             | 26 de outubro de 2021  |
| 74             | 33              | Milton Cunha Patrícia Pinho Camila Coutinho                   | 02 de novembro de 2021 |
| 75             | 34              | Danilo Mesquita Diogo Vilela Karina Ramil                     | 09 de novembro de 2021 |
| 76             | 35              | Cláudia Ohana Thiaguinho Pedro Scooby                         | 16 de novembro de 2021 |
| 77             | 36              | João Côrtes Elba Ramalho Belo                                 | 23 de novembro de 2021 |
| 78             | 37              | Leandra Leal Alexandra Richter Lívia Andrade                  | 30 de novembro de 2021 |
| 79             | 38              | Alice Wegmann Michel Melamed Felipe Castanhari                | 07 de dezembro de 2021 |
| 80             | 39              | Caio Castro Christina Rocha Leandro Ramos                     | 14 de dezembro de 2021 |
| 81             | 40              | Patrícya Travassos Caito Mainier Paola Carosella              | 21 de dezembro de 2021 |

### 4.ª Temporada (2022)
A quarta temporada foi exibida também pela TV Globo, de 6 de abril a 2 de novembro de 2022. Nas noites de quarta-feira, após o Segue o Jogo.
| Nº no programa | Nº na temporada | Convidados                                                 | Exibição no GNT        | Exibição na TV Globo   |
| -------------- | --------------- | ---------------------------------------------------------- | ---------------------- | ---------------------- |
| 82             | 01              | Taís Araújo Ary Fontoura Gkay                              | 29 de março de 2022    | 06 de abril de 2022    |
| 83             | 02              | Glória Pires Manoel Soares Júlio Andrade                   | 05 de abril de 2022    | 13 de abril de 2022    |
| 84             | 03              | Nathalia Dill Felipe Massa Fernanda Colombo                | 12 de abril de 2022    | 20 de abril de 2022    |
| 85             | 04              | Fernanda Lima Cláudio Manoel Valentina Bandeira            | 19 de abril de 2022    | 27 de abril de 2022    |
| 86             | 05              | Jayme Matarazzo Eduardo Sterblitch Kéfera Buchmann         | 26 de abril de 2022    | 04 de maio de 2022     |
| 87             | 06              | Débora Bloch Augusto Madeira Gigante Léo                   | 03 de maio de 2022     | 11 de maio de 2022     |
| 88             | 07              | Marcos Mion Malu Rodrigues Majur                           | 10 de maio de 2022     | 18 de maio de 2022     |
| 89             | 08              | Valentina Herszage Laura Müller Carlinhos Maia             | 17 de maio de 2022     | 25 de maio de 2022     |
| 90             | 09              | Fernanda Nobre Ricardo Pereira Tierry                      | 24 de maio de 2022     | 01 de junho de 2022    |
| 91             | 10              | Tainá Müller Astrid Fontenelle Daniela Mercury             | 31 de maio de 2022     | 08 de junho de 2022    |
| 92             | 11              | Giovanna Ewbank Chico César David Brazil                   | 07 de junho de 2022    | 15 de junho de 2022    |
| 93             | 12              | Roberta Miranda Felipe Andreoli Ed Gama                    | 14 de junho de 2022    | 22 de junho de 2022    |
| 94             | 13              | Rodrigo Simas Sônia Bridi Estevam Nabote                   | 21 de junho de 2022    | 06 de julho de 2022    |
| 95             | 14              | João Vicente de Castro Miá Mello Paulo Vieira Marcos Veras | 28 de junho de 2022    | 29 de junho de 2022    |
| 96             | 15              | Caco Ciocler Dandara Mariana Jorge Aragão                  | 05 de julho de 2022    | 13 de julho de 2022    |
| 97             | 16              | Leandro Lima Thaila Ayala Eliezer do Carmo                 | 12 de julho de 2022    | 20 de julho de 2022    |
| 98             | 17              | Rodrigo Santoro Babu Santana Laura Neiva                   | 19 de julho de 2022    | 27 de julho de 2022    |
| 99             | 18              | Thelma Assis Daiane dos Santos Diogo Portugal              | 25 de julho de 2022    | 03 de agosto de 2022   |
| 100            | 19              | Leandro Hassum Zico Rosanne Mulholland                     | 02 de agosto de 2022   | 17 de agosto de 2022   |
| 101            | 20              | Douglas Silva André Rizek Wellington Muniz                 | 09 de agosto de 2022   | 10 de agosto de 2022   |
| 102            | 21              | Galvão Bueno Marcelo Adnet Fernanda Abreu                  | 16 de agosto de 2022   | 24 de agosto de 2022   |
| 103            | 22              | Giselle Itié Otto Macla Tenório                            | 23 de agosto de 2022   | 31 de agosto de 2022   |
| 104            | 23              | Cléber Machado Fred Guito Show                             | 30 de agosto de 2022   | 07 de setembro de 2022 |
| 105            | 24              | Gil do Vigor Roger Flores Latino                           | 06 de setembro de 2022 | 14 de setembro de 2022 |
| 106            | 25              | Bella Campos Raí Rodriguinho                               | 13 de setembro de 2022 | 21 de setembro de 2022 |
| 107            | 26              | Fabiula Nascimento Maria Júlia Coutinho Everaldo Marques   | 20 de setembro de 2022 | 28 de setembro de 2022 |
| 108            | 27              | Nanda Costa Zezeh Barbosa Vitão                            | 27 de setembro de 2022 | 05 de outubro de 2022  |
| 109            | 28              | Jojo Maronttinni Rafael Portugal Xanddy                    | 04 de outubro de 2022  | 12 de outubro de 2022  |
| 110            | 29              | Juliana Didone Evelyn Castro Kaysar Dadour                 | 11 de outubro de 2022  | –                      |
| 111            | 30              | Leopoldo Pacheco Duda Brack Clayton Conservani             | 18 de outubro de 2022  | 26 de outubro de 2022  |
| 112            | 31              | Jade Picon Rafael Cardoso Paulo Ricardo                    | 25 de outubro de 2022  | 02 de novembro de 2022 |
| 113            | 32              | Henri Castelli Johnny Hooker Lívian Aragão                 | 01 de novembro de 2022 | –                      |
| 114            | 33              | Stella Miranda Marco Gonçalves Leíz                        | 08 de novembro de 2022 | –                      |
| 115            | 34              | Rafaela Mandelli Tato Paulo Nunes                          | 15 de novembro de 2022 | –                      |
| 116            | 35              | Verônica Debom Lucas Salles Fabio de Luca                  | 22 de novembro de 2022 | –                      |
| 117            | 36              | Maurício Manfrini Thaíssa Carvalho Brunna Gonçalves        | 29 de novembro de 2022 | –                      |
| 118            | 37              | Mel Lisboa Cátia Fonseca Igor Guimarães                    | 06 de dezembro de 2022 | –                      |
| 119            | 38              | Nívea Stelmann Bárbara Coelho Gabriel Totoro               | 13 de dezembro de 2022 | –                      |
| 120            | 39              | Isabel Fillardis Paulo Mathias Jr. Pedro Certezas          | 20 de dezembro de 2022 | –                      |
| 121            | 40              | Especial de Ano Novo                                       | 27 de dezembro de 2022 | –                      |

### 5.ª Temporada (2023)
A temporada foi exibida pela GNT às terças-feiras, às 21:45 e também pela TV Globo de 26 de abril a 16 de agosto de 2023, novamente nas noites de quarta-feira.
| Nº no programa | Nº na temporada | Convidados                                                                   | Exibição no GNT        | Exibição na TV Globo |
| -------------- | --------------- | ---------------------------------------------------------------------------- | ---------------------- | -------------------- |
| 122            | 1               | Simaria Fernanda Paes Leme Andréia Sadi                                      | 14 de março de 2023    |                      |
| 123            | 2               | Especial Xuxa : com Sasha Carolina Dieckmann Andréa Veiga Junno Mari Richard | 21 de março de 2023    |                      |
| 124            | 3               | Valesca Popozuda Caio Ribeiro Márcia Goldschmidt                             | 28 de março de 2023    |                      |
| 125            | 4               | Xamã Natuza Nery Any Gabrielly                                               | 04 de abril de 2023    |                      |
| 126            | 5               | Heloísa Périssé Orlando Caldeira Maurício Destri                             | 11 de abril de 2023    |                      |
| 127            | 6               | Ademara Cris Vianna Marcos Oliveira                                          | 18 de abril de 2023    |                      |
| 128            | 7               | Dinho Ouro Preto Isabelle Nassar Suzana Pires                                | 25 de abril de 2023    |                      |
| 129            | 8               | Dira Paes Caroline Abras Orã Figueiredo                                      | 02 de maio de 2023     |                      |
| 130            | 9               | Buchecha Giovana Cordeiro Renata Tobelem                                     | 09 de maio de 2023     |                      |
| 131            | 10              | Letícia Colin Renato Góes Victor Lamoglia                                    | 16 de maio de 2023     |                      |
| 132            | 11              | Kondzilla Mari Gonzalez Polly Marinho                                        | 23 de maio de 2023     |                      |
| 133            | 12              | Raul Gazolla Bento Ribeiro Grace Gianoukas                                   | 30 de maio de 2023     |                      |
| 134            | 13              | Pabllo Vittar Silvero Pereira Gabriela Loran                                 | 06 de junho de 2023    |                      |
| 135            | 14              | Vitória Strada Afonso Padilha Otávio Mesquita                                | 13 de junho de 2023    |                      |
| 136            | 15              | Dan Ferreira Andre Lamoglia Welder Rodrigues                                 | 20 de junho de 2023    |                      |
|                |                 | Episódio do dia 27 de junho de 23 não foi publicado por ser patrocinado.     | 27 de junho de 2023    |                      |
| 137            | 16              | Anitta Andreia Horta Isadora Cruz                                            | 04 de julho de 2023    |                      |
| 138            | 17              | Deborah Secco Amaury Lorenzo Marcelo Médici                                  | 11 de julho de 2023    |                      |
| 139            | 18              | Maria Beltrão Ana Hikari Suzy Brasil                                         | 18 de julho de 2023    |                      |
| 140            | 19              | Sandra Annenberg Lore Improta Marcio Donato                                  | 25 de julho de 2023    |                      |
| 141            | 20              | Betty Faria Nicole Bahls Maeve Jinkings                                      | 01 de agosto de 2023   |                      |
| 142            | 21              | Chay Suede Bruna Louise Jonathan Haagensen                                   | 08 de agosto de 2023   |                      |
| 143            | 22              | Sandy Ana Carolina Raimundi João Pimenta                                     | 15 de agosto de 2023   |                      |
| 144            | 23              | Pedro Bial Susana Vieira Paolla Oliveira                                     | 22 de agosto de 2023   |                      |
| 145            | 24              | Otavio Muller Tomás Aquino Sammy Pascotto                                    | 29 de agosto de 2023   |                      |
| 146            | 25              | Thiago Lacerda Renata Silveira Suzy Lopes                                    | 05 de setembro de 2023 |                      |
| 147            | 26              | Caio Manhente Ana Beatriz Nogueira Gorete Milagres                           | 12 de setembro de 2023 |                      |
| 148            | 27              | Marcos Frota José Augusto Anderson Bizzocch                                  | 19 de setembro de 2023 |                      |
| 149            | 28              | Gloria Groove Fernanda Rodrigues Fafy Siqueira                               | 26 de setembro de 2023 |                      |
| 150            | 29              | Lília Cabral Clayton Nascimento Paula Burlamaqui                             | 03 de outubro de 2023  |                      |
| 151            | 30              | Jean Paulo Campos JP Rufino Debora Oliviera                                  | 10 de outubro de 2023  |                      |
| 152            | 31              | Carlos Alberto de Nóbrega César Mourão Rafael Saraiva                        | 17 de outubro de 2023  |                      |
| 153            | 32              | Talitha Morete Rafael Infante Bruno Cabrerizo                                | 24 de outubro de 2023  |                      |
| 154            | 33              | Guilherme Weber Hugo Bonemer Carine Klimeck                                  | 31 de outubro de 2023  |                      |
| 155            | 34              | Cássio Gabus Mendes Luis Miranda Nizo Neto                                   | 07 de novembro de 2023 |                      |
| 156            | 35              | Igor Angelkorte Flávia Reis Edgard Picoli                                    | 14 de novembro de 2023 |                      |
| 157            | 36              | Wanessa Camargo Cissa Guimarães Lindsay Paulino                              | 21 de novembro de 2023 |                      |
| 158            | 37              | João Guilherme Giselle Batista Daniel Rangel                                 | 28 de novembro de 2023 |                      |
| 159            | 38              | Danni Suzuki Gabi Martins Joel Vieira                                        | 05 de dezembro de 2023 |                      |
| 160            | 39              | Bianca Andrade Natália Lage Thelmo Fernandes                                 | 12 de dezembro de 2023 |                      |

### 6.ª Temporada (2024)
A temporada foi exibida pela GNT às terças-feiras, às 21:45 e também pela TV Globo nas noites de quarta-feira.
| Nº no programa | Nº na temporada | Convidados                                                  | Exibição no GNT        | Exibição na TV Globo |
| -------------- | --------------- | ----------------------------------------------------------- | ---------------------- | -------------------- |
| 161            | 1               | Iza Junior Lima Ingrid Guimarães                            | 12 de março de 2024    | 17 de abril de 2024  |
| 162            | 2               | Thaís Fersoza Pedro Carvalho Duda Santos                    | 19 de março de 2024    | 01 de maio de 2024   |
| 163            | 3               | Juliette Angélica Allan Souza Lima                          | 26 de março de 2024    | 15 de maio de 2024   |
| 164            | 4               | Gabriel o Pensador Ernesto Paglia Thati Lopes               | 02 de abril de 2024    | 22 de maio de 2024   |
| 165            | 5               | Cacau Protásio Daniel Rocha Gabriela Medvedovski            | 09 de abril de 2024    |                      |
| 166            | 6               | Murilo Benício Priscilla Moreno Veloso                      | 16 de abril de 2024    | 24 de abril de 2024  |
| 167            | 7               | Tati Machado Bebel Gilberto Pedro Caetano                   | 23 de abril de 2024    |                      |
| 168            | 8               | Carlinhos Brown Bruno Gagliasso Jeniffer Dias               | 30 de abril de 2024    |                      |
| 169            | 9               | Luiza Possi Wendell Bendelack Bella Camero                  | 07 de maio de 2024     | 08 de maio de 2024   |
| 170            | 10              | Samuel de Assis Pepita Ravel Andrade                        | 14 de maio de 2024     |                      |
| 171            | 11              | Tico Santa Cruz Micael Borges Theresa Fonseca               | 21 de maio de 2024     | 29 de maio de 2024   |
| 172            | 12              | Maitê Proença Giullia Buscacio Tatiana Tiburcio             | 28 de maio de 2024     | 05 de junho de 2024  |
| 173            | 13              | Maurício Ferraz Cristina Pereira Breno da Matta             | 4 de junho de 2024     |                      |
| 175            | 14              | Eliezer Ricardo Tozzi Michel Joelsas                        | 11 de junho de 2024    |                      |
| 176            | 15              | Murilo Rosa Joaquim Lopes Lucas Rangel                      | 18 de junho de 2024    |                      |
| 177            | 16              | Júlia Rabello Maria Clara Gueiros Priscilla Castello Branco | 25 de junho de 2024    |                      |
| 178            | 17              | David Junior Beatriz Reis Tony Salles                       | 2 de julho de 2024     |                      |
| 179            | 18              | Especial Ivete Sangalo : com Xuxa Preta Gil Márcio Victor   | 9 de julho de 2024     | 10 de julho de 2024  |
| 180            | 19              | Luísa Sonza Giovanna Lancellotti Antonio Tabet              | 16 de julho de 2024    |                      |
| 181            | 20              | Marcelo Courrege Daniele Hypólito Virna                     | 23 de julho de 2024    |                      |
| 182            | 21              | Heloísa Périssé Ludmilla Claudia Raia                       | 30 de julho de 2024    |                      |
| 183            | 22              | Juan Paiva Maria Padilha André Luiz Frambach                | 6 de agosto de 2024    |                      |
| 184            | 23              | Lucas Silveira Rubel Pedro Novaes                           | 13 de agosto de 2024   |                      |
| 185            | 24              | Rita Batista Danielle Winits Klara Castanho                 | 20 de agosto de 2024   |                      |
| 186            | 25              | Viviane Araújo Pedro Wagner Claudio Torres Gonzaga          | 27 de agosto de 2024   |                      |
| 187            | 26              | Louise Cardoso Laila Garin Pedro Ottoni                     | 3 de setembro de 2024  |                      |
| 188            | 27              | Zezé Polessa Joel Santana Kika Kalache                      | 10 de setembro de 2024 |                      |
| 189            | 28              | Gabz Diogo Defante Talita Younan                            | 17 de setembro de 2024 |                      |
| 190            | 29              | Gabriela Prioli Arthur Aguiar Carla Cristina Cardoso        | 24 de setembro de 2024 |                      |
| 191            | 30              | Fábio Lago Miguel Rômulo Cris Wersom                        | 1 de outubro de 2024   |                      |
| 192            | 31              | Theodoro Cochrane Gi Fernandes Livia Silva                  | 8 de outubro de 2024   |                      |
| 193            | 32              | Érico Brás Mariana Santos Stepan Nercessian                 | 15 de outubro de 2024  |                      |
| 194            | 33              | Maria Gadú Malu Galli Bruce Gomlevsky                       | 22 de outubro de 2024  |                      |
| 195            | 34              | Alessandra Maestrini Aline Borges Geraldo Luís              | 29 de outubro de 2024  |                      |
| 196            | 35              | Diogo Almeida Vilma Melo Marcelo Laham                      | 5 de novembro de 2024  |                      |
| 197            | 36              | Gero Camilo Paula Cohen Yohama Eshima                       | 12 de novembro de 2024 |                      |
| 198            | 37              | Thiago Pantaleão Daniel Furlan Maria Bopp                   | 19 de novembro de 2024 |                      |
| 199            | 38              | Seu Jorge Carlinhos de Jesus Bruno Motta                    | 26 de novembro de 2024 |                      |

## Quadros

#### História da Plateia
Anônimos na plateia do programa compartilham suas histórias.

#### Perguntas Finais
No último bloco do programa, Fábio faz as mesmas 8 perguntas para os três convidados famosos do programa.

## Especiais espin-offs
Lives da Quarentena | Que História É Essa, Porchat?
Durante a quarentena, Fábio Porchat faz, por meio de lives nas redes sociais do GNT, entrevistas com famosos, onde estes participam de quadros e compartilham histórias.
Que Quarentena É Essa, Porchat?
Episódios temáticos com os melhores momentos das duas temporadas do programa. Produzido em consequência da interrupção das gravações do talk show durante o período de quarentena.
Que História É Essa, Vovó?
Spin-off produzido durante a quarentena. No Instagram do Porta dos Fundos, Porchat conversa com avôs e avós de todo o Brasil. Entre os convidados, nomes como Gilberto Gil, Mauricio de Sousa, Rita Lee, Aracy Balabanian e Ary Fontoura.

## Prêmios e indicações
| Ano  | Prêmio                 | Categoria                      | Trabalho                       | Resultado | Ref.   |
| ---- | ---------------------- | ------------------------------ | ------------------------------ | --------- | ------ |
| 2019 | Prêmio Contigo! Online | Melhor Talk-show               | Melhor Talk-show               | Indicado  | [ 16 ] |
| 2019 | Prêmio APCA            | Programa de TV                 | Programa de TV                 | Venceu    | [ 17 ] |
| 2020 | Prêmio Contigo! Online | Melhor Talk-show               | Melhor Talk-show               | Indicado  | [ 18 ] |
| 2020 | Prêmio Contigo! Online | Apresentador de TV             | Fábio Porchat                  | Indicado  | [ 18 ] |
| 2021 | Melhores do Ano        | Humor: Troféu Paulo Gustavo    | Fábio Porchat                  | Indicado  | [ 19 ] |
| 2021 | Prêmio Contigo! Online | Melhor Talk-show               | Melhor Talk-show               | Indicado  | [ 20 ] |
| 2021 | Prêmio Contigo! Online | Apresentador de TV             | Fábio Porchat                  | Indicado  | [ 20 ] |
| 2022 | Troféu Internet        | Melhor Programa de Entrevistas | Melhor Programa de Entrevistas | Venceu    | [ 21 ] |
| 2024 | Melhores do Ano        | Humor: Troféu Paulo Gustavo    | Fábio Porchat                  | Indicado  | [ 22 ] |
| 2024 | Prêmio APCA            | Programa de TV                 | Programa de TV                 | Indicado  | [ 23 ] |